# Menus-Plaisirs du roi
Pour les articles homonymes, voir Menus-Plaisirs.
L'administration de l'Argenterie, Menus-Plaisirs et affaires de la chambre étaient, sous la monarchie française, le service de la maison du Roi, responsable des « plaisirs du roi », de l'organisation des cérémonies et spectacles de la cour.

## Organisation
Les Menus-Plaisirs, qu’on appelait communément « les Menus », formaient une branche importante de l’administration de la maison du roi. En pratique, elle comprenait la préparation des cérémonies, fêtes et spectacles de la cour. Les Menus-Plaisirs furent placés sous la direction d’abord d’un trésorier, et plus tard d’un intendant. Il y avait « des intendants des menus plaisirs et affaires de la chambre du roi ». Déjà, sous Henri III, cette administration absorbait annuellement, à elle seule, une somme de 70 millions de livres tournois.
La direction des spectacles de la cour devint par la suite une des charges les plus importantes de l’intendant des Menus, et, par ce fait, s’enchevêtrait quelque peu avec celle de l’Opéra car, sous Louis XIV, qui habitait généralement Versailles ou Saint-Germain, les premières représentations d’ouvrages nouveaux étaient presque toujours données dans l’une de ces deux villes, de même que sous Louis XV elles étaient souvent données à Fontainebleau, où le roi se rendait chaque année. Comme certains décors et costumes faisaient retour à l’Opéra après avoir servi à la cour, il résultait de cette situation un contact incessant entre les deux administrations, de sorte que les menus plaisirs étaient une sorte de petite direction des beaux-arts.
Antoine Angélique Levesque reprit la charge de garde général des Magasins des Menus plaisirs du roi. Il réunit 767 dessins et 109 estampes en Recueil des Menus Plaisirs.
En 1750, les « bâtiments des Menus-Plaisirs » furent construits à Versailles pour y placer les ateliers et magasins des menus plaisirs du roi, c’est-à-dire des jeux (paume, raquette, etc.), des concerts et des spectacles. C’était une sorte de garde-meuble où on emmagasinait le matériel des fêtes de la Cour. Bachaumont rapporte qu’il y avait aussi un « théâtre aux Menus-Plaisirs » : une des pièces du bâtiment était disposée en salle de théâtre et servait à répéter les spectacles que l’on devait donner à Versailles. En 1787 et 1788, les deux assemblées des notables se tinrent dans une salle de l'hôtel des Menus-Plaisirs, à Versailles, ainsi que l’ouverture des États généraux. Plus tard, durant la Révolution, cette salle servit encore, à cause de sa grandeur, de salle de séance au tiers état.
En réduisant considérablement les dépenses de sa maison, Louis XVI ne laissa subsister qu’un « maître des Menus-Plaisirs », qui est ainsi mentionné dans l’Encyclopédie méthodique de 1788 : « Grand officier qui a l’intendance de tout ce qui regarde les spectacles, comédies, bals, mascarades, etc., à la cour. Il avoit aussi d’abord le pouvoir de donner des permissions à tous les comédiens forains et à ceux qui montrent les marionnettes, etc., et on ne pouvoit même jouer aucune pièce aux deux salles de spectacle de Londres, qu’il ne l’eût lue et approuvée ; mais cette autorité a été fort réduite, pour ne pas dire absolument abolie par le dernier règlement qui a été fait sur les spectacles. »
L’administration des Menus-Plaisirs avait son siège à Paris dans l'hôtel des Menus-Plaisirs. Ce dernier se trouvait au no 15, rue du Faubourg-Poissonnière (actuel IXe), dans un vaste immeuble qui s’étendait de la rue Bergère à la rue Richer actuelles (la rue du Conservatoire ayant été percée sur une partie de son emplacement). C’est là que la Convention installa en 1795 le Conservatoire de musique.
Avec la Restauration, les Menus-Plaisirs reparurent, mais bien déchus de leur ancienne splendeur, avant d’être définitivement emportés par la Révolution de 1830.
Les trois derniers intendants des Menus-Plaisirs, ces fonctionnaires étaient placés sous les ordres immédiats du ministre de la maison du roi, furent : Papillon de la Ferté, qui occupa cette charge pendant les dernières années du règne de Louis XVI et qui périt sur l’échafaud durant la Terreur, âgé de près de soixante-dix ans ; Des Entelles, qui fut désigné pour cet office en 1814, lors de la Restauration ; et Papillon de la Ferté, fils du précédent, qui succéda à Des Entelles, aux environs de 1820.
L'hôtel des Menus-Plaisirs de Versailles abrite aujourd'hui le centre de musique baroque de Versailles.
Les archives de l'Intendance des Menus-Plaisirs sous la Seconde Restauration (règnes de Louis XVIII et de Charles X) sont conservées aux Archives nationales dans la sous-série O/3.

### Sources
- Louis-Étienne Dussieux, Le Château de Versailles, Paris, Firmin-Didot, 1885, p. 437.
- Denis Pierre Jean Papillon de La Ferté, Journal de Papillon de La Ferté, intendant et contrôleur de l'argenterie, menus-plaisirs et affaires de la Chambre du roi (1756-1780), Paris, P. Ollendorff, 1887. (OCLC 2971703)
- Arthur Pougin, Dictionnaire historique et pittoresque du théâtre et des arts qui s’y rattachent, Paris, Firmin-Didot, 1885, p. 516-7.
- Archives Nationales, série O1, 2806-3276 : Argenterie, Menus-Plaisirs et affaires de la chambre.